# وینزن ان در آلر
وینزن ان در آلر (به آلمانی: Winsen) یک شهر در آلمان است که در Celle واقع شده‌است.

## نگارخانه

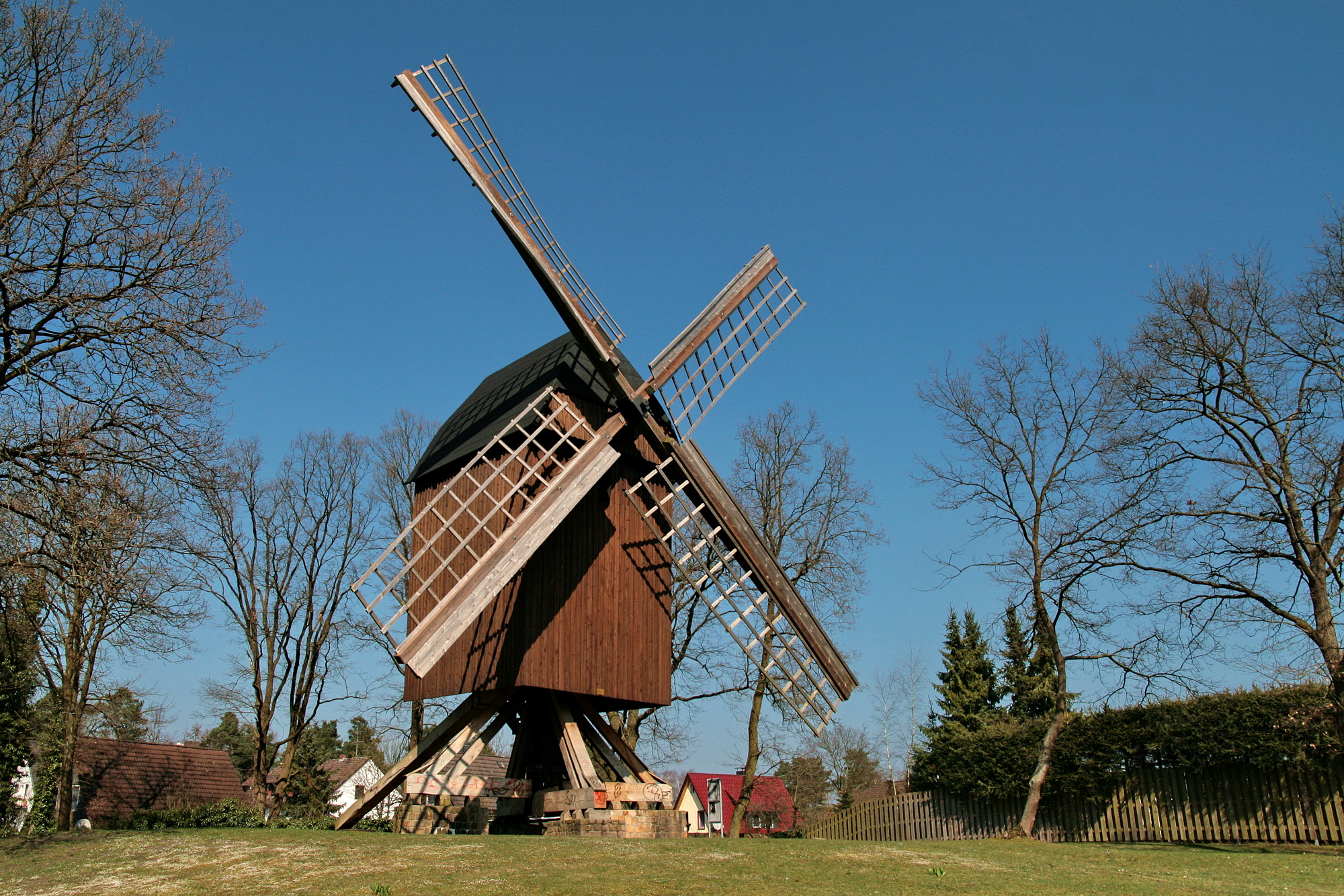
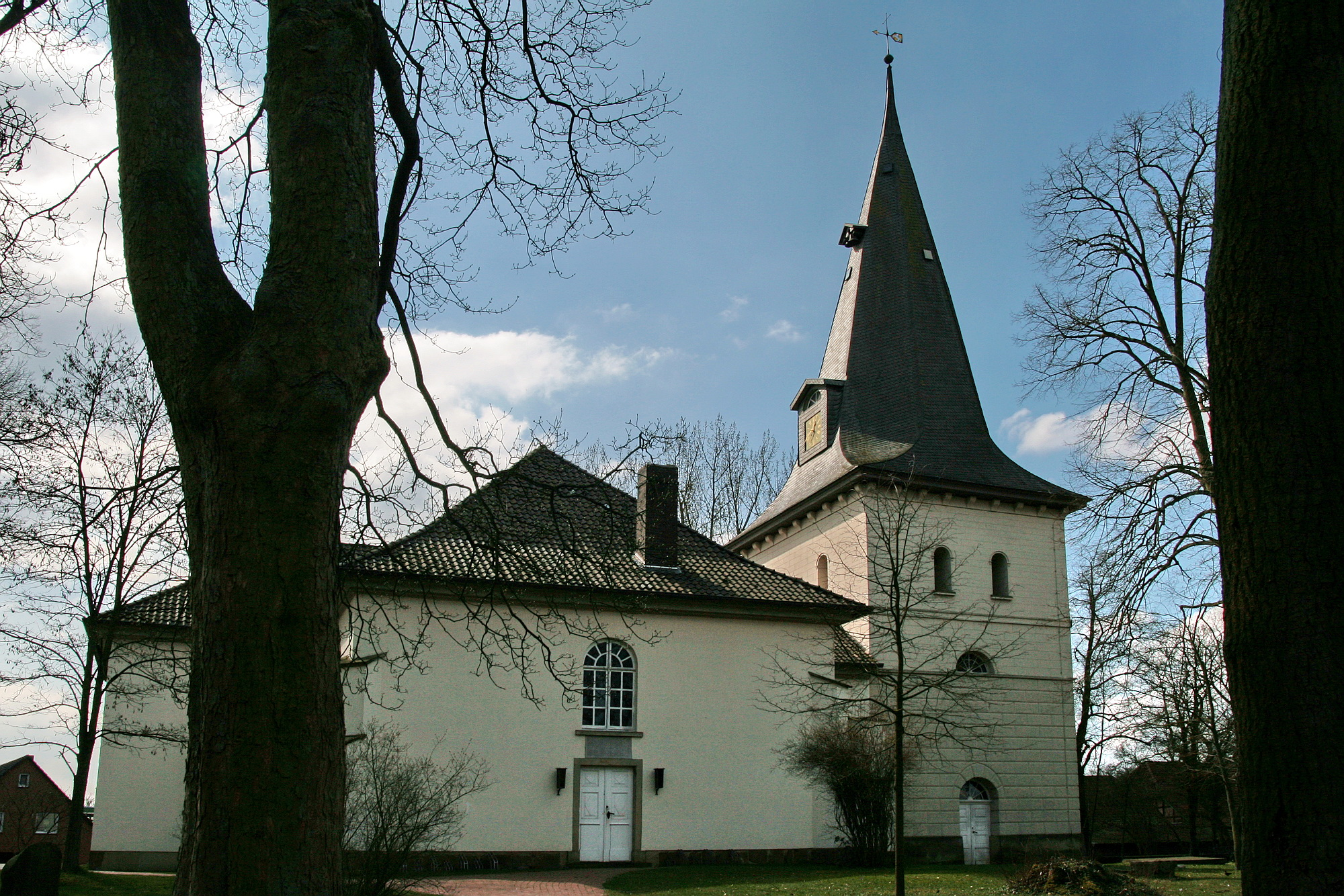
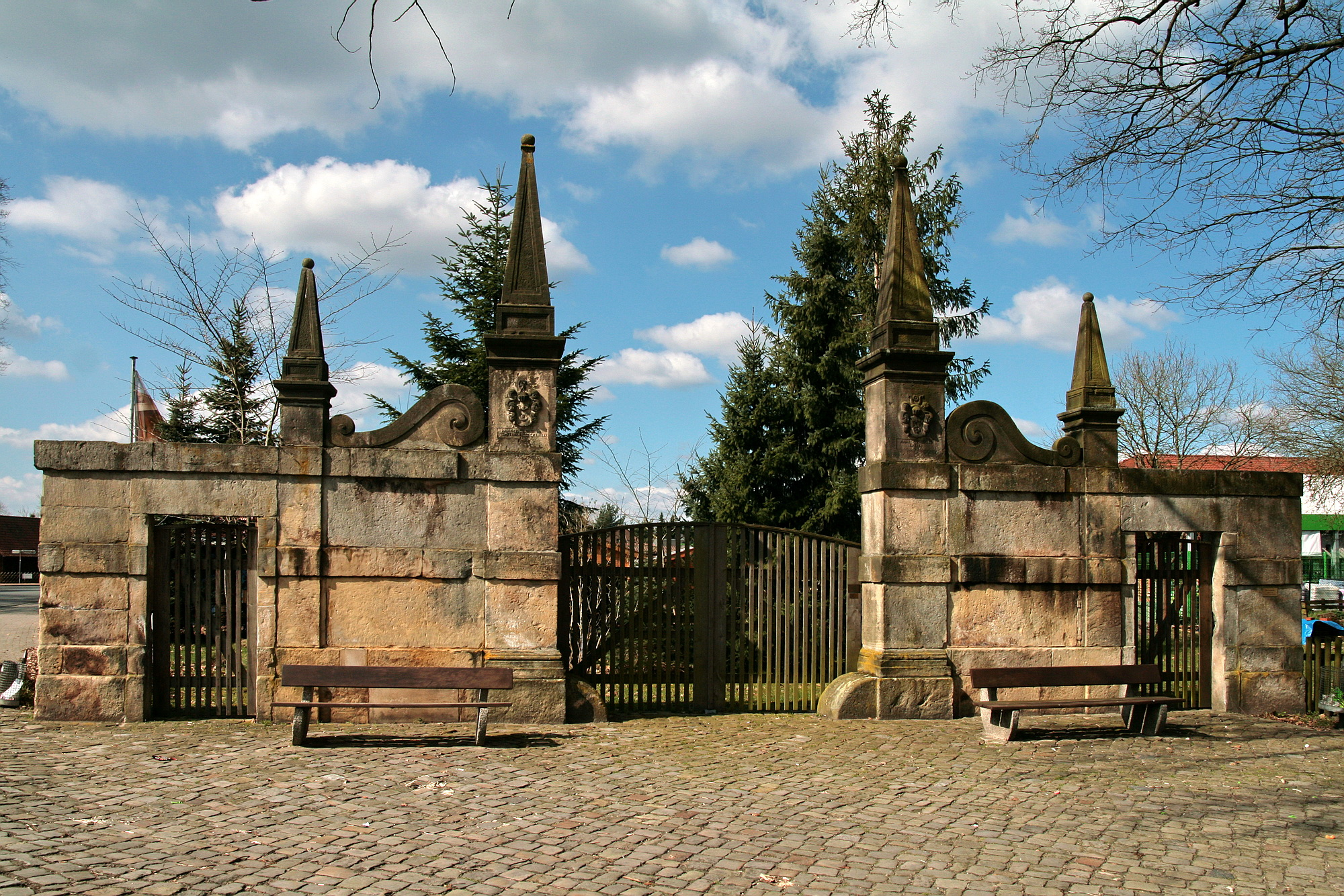
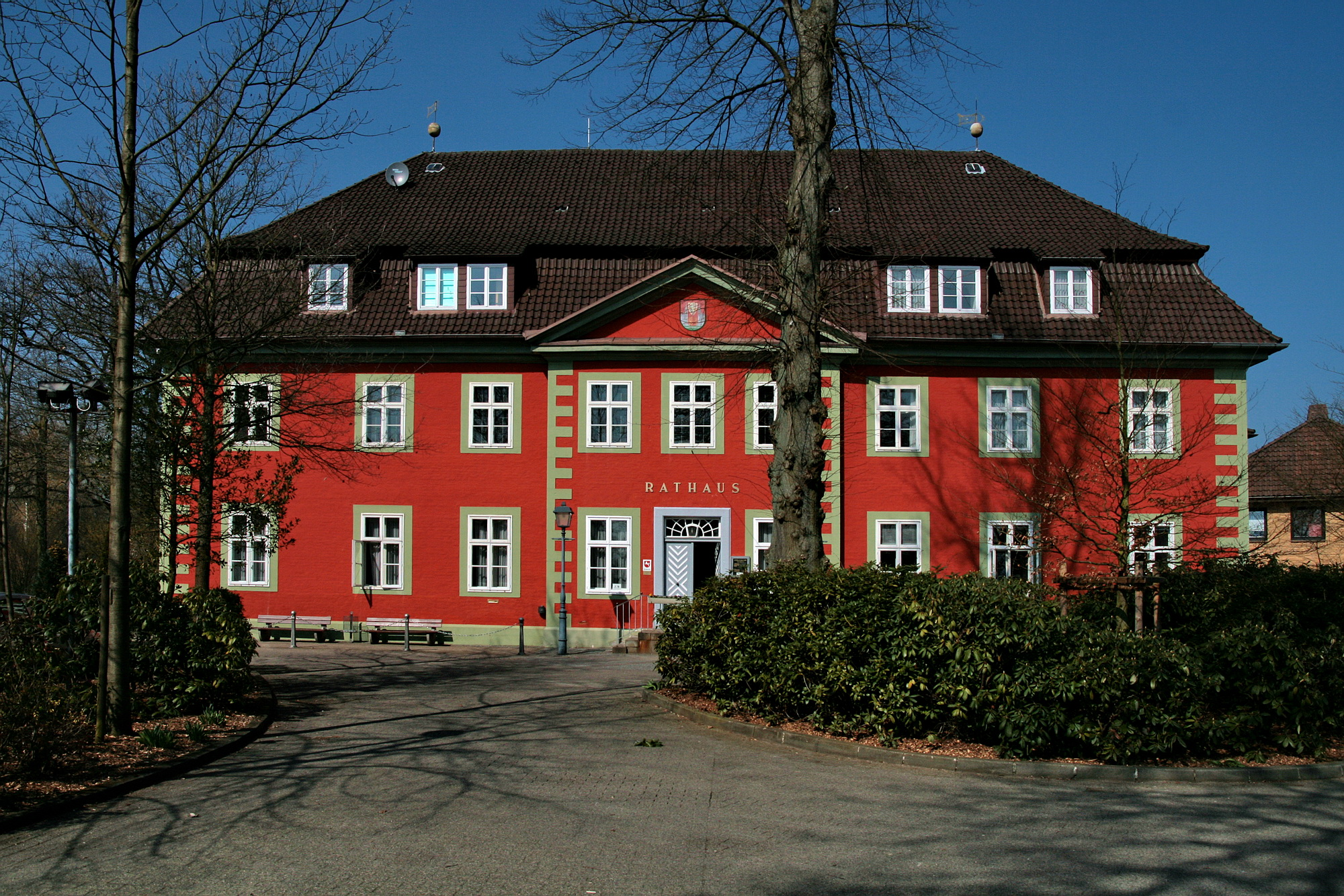